# 푸쿤치
푸쿤치(중국어 정체자: 傅崐萁, 병음: Fù Kūnqí, 한자음: 부곤기, 1962년 5월 8일~)는 중화민국의 정치인이다. 화롄현 현장(2009~2018)을 역임했으며 제5, 6, 7, 10대 입법위원을 맡았다. 2024년 1월에 다시 11대 입법위원으로 당선되었다.